# 1000-km-Rennen von Zeltweg 1970

Streckenlayout des Österreichring 1970

Das zweite  1000-km-Rennen von Zeltweg, auch Austrian 1000 Kilometres, Österreichring, Zeltweg, fand am 11. Oktober 1970 auf dem Österreichring statt und war der zehnte und letzte Wertungslauf der Sportwagen-Weltmeisterschaft dieses Jahres.

## Das Rennen
Das 1000-km-Rennen des Jahres 1970 war das letzte Rennen, das im Rahmen der Sportwagen-Weltmeisterschaft 1970 ausgefahren wurde. Bereits vor dieser Veranstaltung war die Entscheidung in der Gesamtwertung gefallen; Porsche sicherte sich den Titel eines Markenweltmeisters. Vor allem die Porsche 917 des Teams von John Wyer waren kaum zu schlagen. Leo Kinnunen und Pedro Rodríguez gewannen vier, Joseph Siffert und Brian Redman zwei Saisonrennen. Am Nürburgring, beim dortigen 1000-km-Rennen, siegte ein Porsche 908, gefahren von Vic Elford und Kurt Ahrens. Nur einmal blieb Porsche nicht siegreich. Beim 12-Stunden-Rennen von Sebring siegte der Werks-Ferrari 512S von Ignazio Giunti, Nino Vaccarella und Mario Andretti.
Am Österreichring war neben dem Team von John Wyer auch die österreichische Porsche Holding mit einem Porsche 917 am Start; gefahren wurde das Fahrzeug von Helmut Marko und Kurt Ahrens. Die Werksmannschaft meldete zwei Porsche 908. Ferrari brachte nur einen Werkswagen an die Strecke, der von Jacky Ickx und Ignazio Giunti gefahren wurde. Überraschend stark waren die Werks-Alfa Romeo Tipo 33, die von Autodelta eingesetzt wurden. Andrea de Adamich und Henri Pescarolo erreichten am Ende den zweiten Rang in der Gesamtwertung. Nach dem Ausfall von Pedro Rodríguez nach nur vier Runden durch Ventilschaden, wurde dem Rennen früh die Spannung genommen. Als der zwischenzeitlich führende Jacky Ickx nach 53 Runden mit einem Schaden an der Elektrik ausrollte, gab es für den zweiten Wyer-Porsche keinen ernsthaften Gegner mehr. Joseph Siffert und Brian Redman siegten mit deutlichem Vorsprung auf besagten Alfa Romeo und den Porsche 908 von Gérard Larrousse und Rudi Lins.

## Ergebnisse

### Schlussklassement
| 1               | S 5.0  | 23 | J. W. Automotive          | Joseph Siffert Brian Redman                         | Porsche 917K         | 170 |
| 2               | P 3.0  | 3  | Autodelta SpA             | Andrea de Adamich Henri Pescarolo                   | Alfa Romeo T33/3-71  | 168 |
| 3               | P 3.0  | 6  | Martini Racing Team       | Gérard Larrousse Rudi Lins                          | Porsche 908/02       | 167 |
| 4               | S 5.0  | 21 | Porsche KG Salzburg       | Vic Elford Richard Attwood                          | Porsche 917K         | 162 |
| 5               | P 3.0  | 5  | Martini Racing Team       | Reinhold Joest Gerold Pankl                         | Porsche 908/02       | 162 |
| 6               | P 3.0  | 12 | Bosch Racing Team Wien    | Niki Lauda Peter Peter                              | Porsche 908/02       | 161 |
| 7               | S 5.0  | 25 | Gelo Racing               | Georg Loos Franz Pesch                              | Ferrari 512S Spyder  | 156 |
| 8               | P 2.0  | 7  | Max Wilson                | Max Wilson Mac Daghorn                              | Lola T210            | 153 |
| 9               | S 2.0  | 14 | Scuderia Brescia Corse    | Luigi Moreschi Marsilio Pasotti                     | Abarth 2000OT        | 149 |
| 10              | S 2.0  | 24 | Bosch Racing Team         | Werner Riedl Lambert Hofer                          | Porsche 910          | 146 |
| 11              | S 5.0  | 10 | Team Snake Speed          | David Weir Alain de Cadenet                         | Ford GT40            | 141 |
| 12              | GT 2.0 | 51 | Strähle KG                | Günter Steckkönig Ferfried von Hohenzollern         | Porsche 914/6        | 139 |
| 13              | S 2.0  | 32 | Bosch Racing Team         | Otto Stuppacher Kurt Rieder Siegfried Pust          | Porsche 906          | 139 |
| 14              | GT 2.0 | 59 | Hart Ski Racing Team      | Ernesto Seiler Peter Ettmüller                      | Porsche 914/6        | 137 |
| 15              | S 2.5  | 53 | Jolly Club                | Mario Ilotte Mario Ruspa                            | Porsche 914/6        | 137 |
| 16              | GT 2.5 | 43 | Paul-Ernst Strähle        | Roland Bauer Dieter Schmied                         | Porsche 911          | 136 |
| 17              | P 2.0  | 9  | Charles Graeminger        | Charles Graeminger Richard Vogel                    | Chevron B8           | 135 |
| 18              | GT 2.5 | 41 | Wicky Racing Team         | Sylvain Garant Jean-Marie Masoneri                  | Porsche 914/6        | 133 |
| 19              | GT 2.5 | 46 | Auto Kremer               | Erwin Kremer Günther Huber                          | Porsche 911S         | 124 |
| Disqualifiziert |        |    |                           |                                                     |                      |     |
| 20              | P 3.0  | 2  | Autodelta SpA             | Toine Hezemans Masten Gregory                       | Alfa Romeo T33/3-71  |     |
| Ausgefallen     |        |    |                           |                                                     |                      |     |
| 21              | S 5.0  | 20 | Porsche KG Salzburg       | Kurt Ahrens Helmut Marko                            | Porsche 917K         |     |
| 22              | P 3.0  | 4  | Autodelta SpA             | Carlo Facetti Teodoro Zeccoli                       | Alfa Romeo TT33/3-71 |     |
| 23              | P 1.6  | 16 | Valvoline Racing Team     | Horst Mundschitz Gerhard Kramer                     | Lotus 47             |     |
| 24              | GT 2.5 | 42 | Porsche Club Romand       | Claude Haldi Bernard Chenevière                     | Porsche 911S         |     |
| 25              | GT 2.5 | 55 | Kurt Simonsen             | Bengt Ekberg Roland Larsson                         | Porsche 911          |     |
| 26              | GT 2.5 | 47 | Ennio Bonomelli           | Ennio Bonomelli Fiorenzo Genta                      | Porsche 911          |     |
| 27              | GT 2.5 | 50 | Stuttgart Sports Car Club | Peter Kaiser Heinz Blind                            | Porsche 911          |     |
| 28              | GT 2.5 | 44 | Peter Kersten             | Clemens Schickentanz Werner Zanders                 | Alfa Romeo Tipo 33/2 |     |
| 29              | P 3.0  | 1  | Autodelta SpA             | Nanni Galli Rolf Stommelen                          | Alfa Romeo T33/3-71  | 60  |
| 30              | S 5.0  | 31 | SpA Ferrari SEFAC         | Jacky Ickx Ignazio Giunti                           | Ferrari 512M         | 53  |
| 31              | S 5.0  | 22 | J.W. Automotive           | Leo Kinnunen Pedro Rodríguez                        | Porsche 917K         | 4   |
| Nicht gestartet |        |    |                           |                                                     |                      |     |
| 32              | S 2.0  | 26 | Wicky Racing Team         | Max Cohen-Olivar Jean-Marie Masoneri                | Porsche 910          | 1   |
| 33              | S 2.0  | 27 | Bosch Racing Team         | Otto Stuppacher Erich Breinsberg                    | Porsche 910          | 2   |
| 34              | GT 2.5 | 45 | Valvoline Racing Team     | Georg Koltay Hub Hoffmann                           | Porsche 911          | 3   |
| 35              | GT 2.0 | 48 | Gelo Racing Team          | Georg Loos Franz Pesch                              | Porsche 914/6        | 4   |
| 36              | S 5.0  | T  | Porsche KG Salzburg       | Vic Elford Kurt Ahrens Richard Attwood Helmut Marko | Porsche 917K         | 5   |
| 37              | S 5.0  | T  | John Wyer Automotive      | Joseph Siffert Leo Kinnunen Pedro Rodríguez         | Porsche 917K         | 6   |

1 nicht gestartet
2 nicht gestartet
3 wegen zu langsamer Fahrweise im Training disqualifiziert
4 nicht gestartet
5 Trainingswagen
6 Trainingswagen

### Nur in der Meldeliste
Hier finden sich Teams, Fahrer und Fahrzeuge, die ursprünglich für das Rennen gemeldet waren, aber aus den unterschiedlichsten Gründen daran nicht teilnahmen.
| Pos. | Klasse | Nr. | Team                          | Fahrer                           | Chassis          |
| ---- | ------ | --- | ----------------------------- | -------------------------------- | ---------------- |
| 38   | P 3.0  | 8   | Wicky Racing Team             | André Wicky                      | Porsche 907      |
| 39   | P 2.0  | 11  | Walter Lehman                 | Walter Lehman Alex Janda         | Lola T210        |
| 40   | P 2.0  | 15  | Paul Watson Race Organisation | Edward Negus Peter Hansan        | Chevron B8       |
| 41   | S 2.0  | 30  | Klaus Reisch                  | Klaus Reisch                     | Alfa Romeo T33/2 |
| 42   | GT 2.5 | 40  | Jacques Rey                   | Jacques Rey Jean-Marie Jacquemin | Porsche 911      |
| 43   | GT 2.0 | 52  | Neusser Motorsportklub        | Walter Simonis Horst Hoier       | Porsche 914/6    |
| 44   | GT 2.0 | 54  | Michael Lenhart               | Michael Lenhart Wolfgang Stumpf  | Alfa Romeo GTV   |

### Klassensieger
| Klasse | Fahrer              | Fahrer                    | Fahrzeug            | Platzierung im Gesamtklassement |
| ------ | ------------------- | ------------------------- | ------------------- | ------------------------------- |
| S 5.0  | Joseph Siffert      | Brian Redman              | Porsche 917K        | Gesamtsieg                      |
| P 3.0  | Andrea de Adamich   | Henri Pescarolo           | Alfa Romeo T33/3-71 | Rang 2                          |
| S 2.0  | Luigi Moreschi      | Marsilio Pasotti          | Abarth 2000OT       | Rang 9                          |
| P 2.0  | Max Wilson          | Mac Daghorn               | Lola T210           | Rang 8                          |
| GT 2.5 | Mario Ilotte        | Mario Ruspa               | Porsche 914/6       | Rang 15                         |
| GT 2.0 | Günther Streckkönig | Ferfried von Hohenzollern | Porsche 914/6       | Rang 12                         |

### Renndaten
- Gemeldet: 42
- Gestartet: 31
- Gewertet: 19
- Rennklassen: 6
- Zuschauer: unbekannt
- Wetter am Renntag: warm und sonnig
- Streckenlänge: 5,911 km
- Fahrzeit des Siegerteams: 5:08:04,670 Stunden
- Gesamtrunden des Siegerteams: 170
- Gesamtdistanz des Siegerteams: 1004,870 km
- Siegerschnitt: 195,704 km/h
- Pole Position: Pedro Rodríguez – Porsche 917K (#22) – 1.40.480 – 211,779 km/h
- Schnellste Rennrunde: Jacky Ickx – Ferrari 512M (#31) – 1.40.000
- Rennserie: 10. Lauf zur Sportwagen-Weltmeisterschaft 1970